# Władysław Szujski

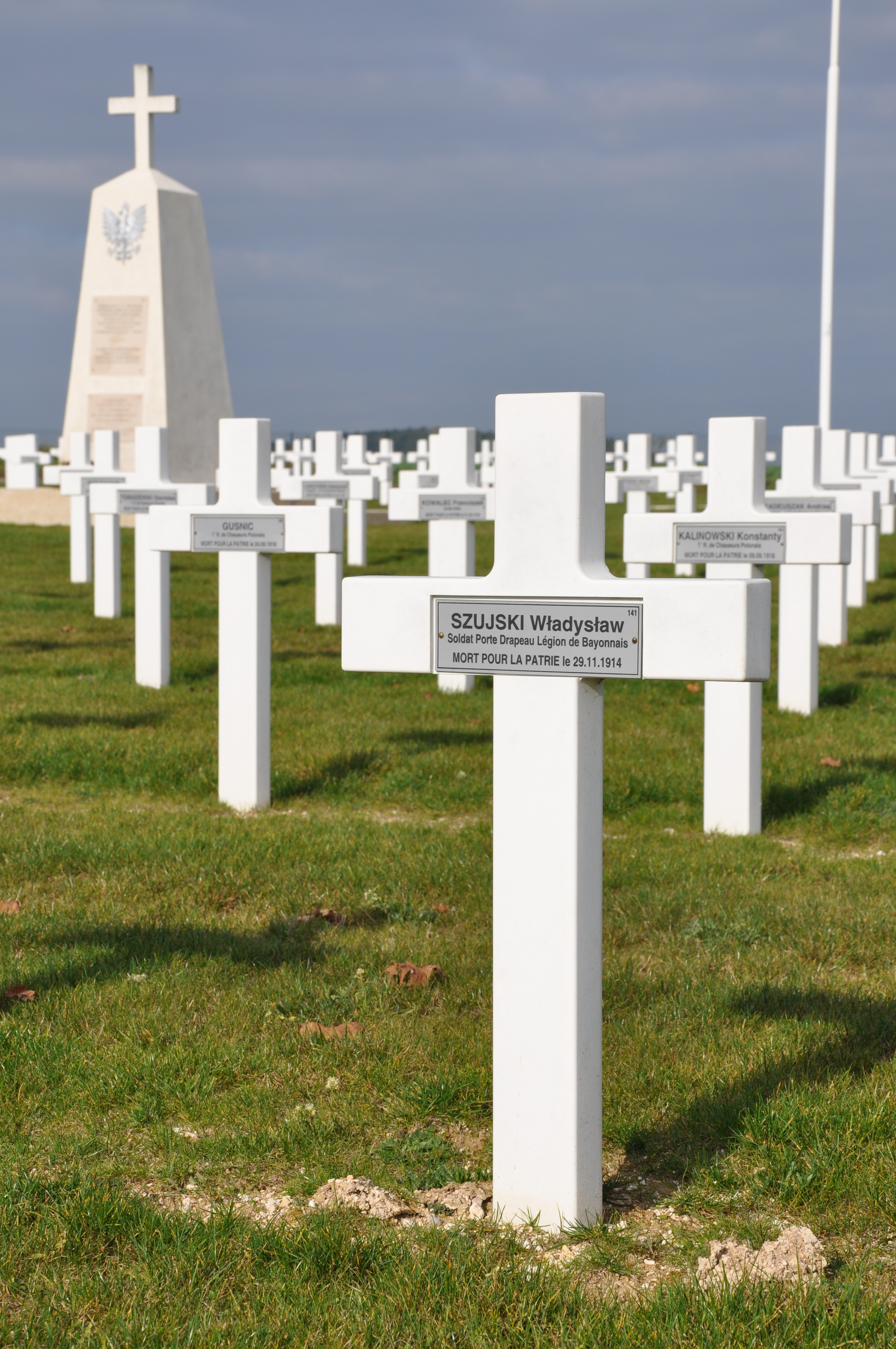
Mogiła Szujskiego w Aubérive

Władysław Szujski (ur. 25 września 1865 w Krakowie, zm. 29 listopada 1914 w okopach pod Sillery) – prawnik, przedsiębiorca, st. szereg. Legii Cudzoziemskiej, pierwszy chorąży Bajończyków, kawaler Orderu Virtuti Militari. 

## Rodzina
Syn Józefa Szujskiego (1835–1883), historyka, profesora i rektora UJ i Joanny z d. Jełowieckiej (1841–1926). Żonaty (ślub 18 listopada 1890) z Józefą Heleną Zielińską (ur. 1860). Mieli córkę Janinę (1891–1896) i drugą o nieznanym imieniu. Obie zmarły w dzieciństwie.

## Życiorys

### Kariera zawodowa
Ukończył Gimnazjum Św. Anny w Krakowie, gdzie uzyskał maturę w 1885.  Działał tam w ruchu „Sokoła”. Studiował prawo na UJ i zdał państwowy egzamin prawniczy w 1887. Po dodatkowych studiach we Lwowie i Wiedniu w 1890 uzyskał na UJ stopień doktora praw.
Początkowo pracował w zawodzie w Prokuratorii Skarbu w Krakowie. Był tam przez jakiś czas zastępcą przewodniczącego w dwóch komisjach. Jednocześnie od 1893 prowadził w Krakowie wraz z S. Neigerem fabrykę zapałek, którą po odejściu Neigera i wejściu do spółki S. Moraczewskiego  zmodernizował  i ponownie otworzył w 1905.
W 1891 podarował większość księgozbioru swego zmarłego ojca (2942 woluminy) miastu Nowy Sącz. Zapoczątkował w ten sposób bibliotekę publiczną w Nowym Sączu. Rozczarowany austriackim systemem podatkowym, który obciążał Galicję nieproporcjonalnie wysokimi podatkami, napisał na ten temat artykuł krytyczny i w 1898 rozstał się ze swym dotychczasowym pracodawcą.
W 1893 kupił dobra w Mszanie Dolnej dokąd przeniósł się w 1900. W Mszanie założył w 1895 Towarzystwo Zaliczkowe i wszedł w skład jego dyrekcji. W 1905 sprzedał majątek w Mszanie i przeniósł się do Drohobycza.
Od 1902 był przedsiębiorcą naftowym początkowo w Chomranicach w Nowosądeckiem, potem w okolicach Borysławia. W 1903 założył spółkę z kapitałem polsko-litewskim i rozpoczął wiercenia w dotąd niezbadanych Tustanowicach k. Borysławia.  Wkrótce jego szyb Litwa okazał się dużym sukcesem i zapoczątkował nowe pole naftowe.  W 1907 kupił tam kolejną działkę i rozpoczął wiercenia w trzech szybach Szujski I, Szujski II i Malgré tout. 
W lutym tegoż roku przyjęto go na członka Krajowego Towarzystwa Naftowego we Lwowie. W 1909 należał też do Związku Techników Wiertniczych w Borysławiu.  W latach 1911–1912 był jego sekretarzem. Należał też do Izby Naftowej i Krajowego Związku Producentów Ropy.
Wydał trzy książki poświęcone zagadnieniom przemysłu naftowego (Przemysł naftowy galicyjski w roku 1907, Lwów 1908 i oraz Die galizische Rohölindustrie, ihre Gegenwart und ihre Zukunft, Berlin 1908 - jako autor oraz Projekt utworzenia w drodze ustawy Krajowego Biura Sprzedaży ropy pod kontrolą Rządu,  Drohobycz 1909 – jako współautor). Jak napisał dr Stefan Bartoszewicz,  red. dwutygodnika „Nafta”: Szujski, uważany słusznie za odkrywcę Tustanowic, miał charakter nadzwyczaj bujny, niespokojny i prawdziwie szlachecką fantazję. Przedstawiał się jako inżynier mimo iż był doktorem prawa.
Rozczarowany stosunkami w przemyśle naftowym w 1913 opuścił spółkę zachowując w niej udziały i został korespondentem czasopisma branży naftowej w Berlinie.
W 1913 wyjechał do Paryża jako przedstawiciel przemysłu naftowego Galicji w poszukiwaniu kapitału francuskiego dla inwestycji w Galicji. Będąc w Paryżu w 1914 przekazał w darze książki dla Biblioteki Polskiej w Paryżu. Prawdopodobnie wiązało się to z jego kolejną decyzją.

### Wśród  Bajończyków
Po wybuchu I wojny światowej na wezwanie Komitetu Wolontariuszy Polskich stawił się 3 sierpnia 1914 jako ochotnik do walki w planowanym Legionie Polskim. Ponieważ miał już wtedy 49 lat na komisji lekarskiej zaniżył sobie wiek do 40 lat. Na pytanie o zawód odparł:
 - Jestem, jestem... tragarzem. 
Lekarz spojrzał na białe, pańskie ręce Szuyskiego...
- Jesteś pan dzielnym, szczerym Polakiem! Zanim zapiszę pana na listę, pozwól niech uścisnę twoją rękę....
 Na komisję udał się z własnoręcznie sporządzonym prowizorycznym sztandarem. Pod tym sztandarem przemaszerował przez Paryż pierwszy oddział ochotników polskich, jeszcze w cywilu.
W Bajonnie, miejscu szkolenia ich oddziału zwanego stąd Bajończykami, w tajnym głosowaniu wybrano go chorążym i powierzono nowy sztandar z Orłem Białym. Poza okazjami formalnymi nosił złożony sztandar w plecaku. Na docinki kolegów  mawiał: Orzeł nasz nie żaba, jeno ptak. Niech no raz spróbuje powietrza, obaczycie, że się przyzwyczai.  Chorąży (porte-drapeau) nie był jego stopniem wojskowym lecz funkcją. Szujski miał stopień soldat 1re classe – st. szeregowiec.

Jesienią 1914 w okopach pod Sillery (Szampania, ok. 12 km od Reims), Szujski i Malcz byli inicjatorami nawiązania kontaktu i nakłonienia do przejścia na stronę francuską Polaków służących w jednostce niemieckiej, znajdującej się naprzeciw ich pozycji. W tym celu niewielki (24 ludzi) oddział Bajończyków, w tym Szujski ze sztandarem, pod dowództwem Malcza udał się na pierwszą linię. Wieczorem nawiązano głosowy kontakt z Polakami  a na ich żądanie, następnego dnia okazano im sztandar. Niestety w nocy dowództwo niemieckie wymieniło tę jednostkę na czysto niemiecką. Niemcy ostrzelali sztandar wbity w nasyp okopu. Szujski próbował wyciągnąć drzewce z ziemi, wychylił się zanadto i zginął trafiony kulą w twarz. Ppor. Lucjan Malcz, dowódca tej akcji, tak opisał to zdarzenie w liście do redakcji paryskiej „Polonii”: 

W dniu 29 listopada o godz. ±1.30 po południu padł ugodzony kulą, trzymając nasz sztandar ukochany w ręku, nasz pierwszy porte-drapeau polski śp. Władysław Szujski. Wychylił się z transzy, by tem lepiej chwycić  sztandar i przenieść go w inne miejsce. Kula ugodziła go w nos i przebiwszy całą głowę, wyszła w okolicach ciemienia, rozbijając i otwierając cały tył głowy. Przetransportowany o parę kilometrów dalej, pochowany został dnia 30 listopada w asystacji księdza, grona oficerów, pułkownika 50go p. piechoty, jenerała brygady 4ej armii i delegata jenerała dywizji 24go Corps d’Armée

 Grób Szujskiego przeniesiono po wojnie na polski cmentarz wojenny w Aubérive.

## Upamiętnienie
Jan Styka przedstawił Szujskiego na obrazie „Śmierć Władysława Szujskiego w bitwie pod Sillery” (zob. Bajończycy). Udramatyzowany obraz nie odpowiada prawdzie historycznej gdyż pod Sillery nie było bitwy ani ataku bajończyków.

## Odznaczenia
Został odznaczony pośmiertnie następującymi odznaczeniami:
- Krzyż Wojenny (Croix de guerre avec palme)
- Krzyż Srebrny Orderu Wojskowego Virtuti Militari nr 5709 – pośmiertnie, 27 września 1922[20]
- Krzyż Niepodległości nr 512[21]